# PhyloCode
PhyloCode (The International Code of Phylogenetic Nomenclature) és un equip de treball en desenvolupament per a fer unes regles formals de la nomenclatura filogenètica. La seva versió actual està específicament designada per a donar noms als clades deixant la tasca de donar noms a les espècies al ICBN. El PhyloCode està associat amb la International Society for Phylogenetic Nomenclature (ISPN).